# Леманн, Майкл
Майкл Стивен Леманн — американский кинорежиссёр, сценарист и продюсер.

## Биография
Майкл Леманн родился 30 марта 1957 года в Сан-Франциско.
Мировую известность Леманну принесли чёрные комедии, хотя в конце 90-х и начале 2000-х годов он углубился в снятие сериалов и романтических комедий. До того, как Майкл начал снимать фильмы он обучался рисованию в Нью-Йоркской школе изобразительных искусств. Затем он закончил философский факультет в  Колумбийском университете и после получения высшего образования переехал в Германию, где продолжил обучение и стал академиком. Но затем Леманн резко меняет место работы и возглавляет видеоотдел в кинокомпании American Zoetrope. После распада компании он был принят в  Южно-Калифорнийский университет.

## Фильмография

### Режиссёр
- 1989 — Смертельное влечение / Heathers
- 1990 — Семейство Эпплгейтов / Meet the Applegates
- 1990 — Гудзонский ястреб / Hudson Hawk
- 1992 — 1998 — Шоу Ларри Сандерса / The Larry Sanders Show
- 1993 — 1995 — Убойный отдел / Homicide: Life on the Street
- 1993 — 1995 — Идеальные преступления / Fallen Angels
- 1994 — Пустоголовые / Airheads
- 1996 — Правда о кошках и собаках / The Truth About Cats & Dogs
- 1998 — Мой гигант / My Giant
- 1999 — 2006 — Западное крыло / The West Wing
- 2001 — Пасадена / Pasadena
- 2002 — 40 дней и 40 ночей / 40 Days and 40 Nights
- 2004 — Чудопад / Wonderfalls
- 2004 — Город будущего / Century City
- 2005 — Возвращение / The Comeback
- 2006 — 2011 — Большая любовь / Big Love
- 2006 — 2013 — Декстер / Dexter
- 2007 — Потому что я так хочу / Because I Said So
- 2007 — Хлопья / Flakes
- 2007 — 2014 — Блудливая Калифорния / Californication
- 2007 — 2008 — 12 миль от плохой дороги / 12 Miles of Bad Road
- 2008 — Мисс Управляемая / Miss Guided
- 2008 — 2014 — Настоящая кровь / True Blood
- 2008 — 2009 — Худшая неделя моей жизни / Worst Week
- 2009 — 2015 — Сестра Джеки / Nurse Jackie
- 2009 — Красивая жизнь / The Beautiful Life: TBL
- 2009 — 2011 — Смертельно скучающий / Bored to Death
- 2010 — 2013 — Большая буква «Р» / The Big C
- 2010 — 2011 — Сбежавшая работа / Outsourced
- 2011 — Американская история ужасов / American Horror Story
- 2012 — Обитель лжи / House of Lies
- 2012 — 2013 — На старт! / Go On
- 2013 — Бета / Betas
- 2014 — Тиран / Tyrant

### Сценарист
- 1990 — Семейство Эпплгейтов / Meet the Applegates

### Продюсер
- 1994 — Эд Вуд (исполнительный продюсер)
- 2004 — Город будущего / Century City (исполнительный сопродюсер (1 эпизод, 2004)
- 2013 — Бета / Betas (исполнительный продюсер (2 эпизода, 2013)
- 2014 — Тиран / Tyrant (исполнительный продюсер (10 эпизодов, 2014)